# Marsdenia destituta
Marsdenia destituta är en oleanderväxtart som beskrevs av P.I. Forster. Marsdenia destituta ingår i släktet Marsdenia och familjen oleanderväxter. Inga underarter finns listade i Catalogue of Life.